# 284 v.Chr.
Het jaar 284 v.Chr. is een jaartal volgens de christelijke jaartelling. 

## Gebeurtenissen

### Italië
- Gaius Servilius Tucca en Lucius Caecilius Metellus Denter zijn consul in het Imperium Romanum.
- Slag bij Arretium: Een Romeins legioen onder Lucius Caecilius Metellus Denter wordt in Noord-Italië verslagen door de Galliërs.
- Manius Curius Dentatus valt de Povlakte binnen en verjaagt het Gallische leger naar Ager Gallicus (Gallische land).

### Europa
- Koning Enniaunus (284 - 278 v.Chr.) volgt zijn broer Marganus II op als heerser van Brittannië.

### Griekenland
- Lysimachus laat zijn zoon Agathocles ter dood brengen op instigatie van Ptolemaeus Keraunos, die hem beschuldigt van verraad.
- Philetairos, schatbewaarder van Lysimachus, sluit een verbond met Seleucus I en sticht in Pergamum de Attaliden-dynastie.

## Geboren
- Lucius Livius Andronicus (~284 v.Chr. - ~204 v.Chr.), Latijnse dichter
- Ptolemaeus III Euergetes I (~284 v.Chr. - ~221 v.Chr.), farao van Egypte

## Overleden
- Agathocles, zoon van Lysimachus
- Lucius Caecilius Metellus Denter (~320 v.Chr. - ~284 v.Chr.), Romeins consul en veldheer (36)